# فیلم‌های کنار تخت
فیلم‌های کنار تخت (دانمارکی: Sengekantsfilm) مجموعه‌ای از هشت فیلم بلند به کارگردانی جان هیلبارد است که مابین سال‌های ۱۹۷۰ تا ۱۹۷۶ منتشر شد و بخشی از موج فیلم‌های اروتیک در دانمارک را تشکیل می‌دادند. این هشت فیلم با کلمه دانمارکی «sengekant» (به معنیِ لبهٔ تخت/کنار تخت‌خواب) در عنوان هر فیلم به هم مرتبطند. اوله سولتوفت در هفت فیلم از این مجموعه نقش‌آفرینی کرده‌است.

## فیلم‌ها
- مازورکای کنار تخت (۱۹۷۰)[۳] نخستین و به‌اعتقاد برخی منتقدان، بهترین فیلم این مجموعه
- دندان‌پزشک کنار تخت (۱۹۷۱)
- مدیر کنار تخت (۱۹۷۲)
- بزرگراه کنار تخت (۱۹۷۲)
- عاشقانه کنار تخت (۱۹۷۳)
- بیا کنار تخت من (۱۹۷۵)
- هوپلا کنار تخت (۱۹۷۶)
- ملوانان کنار تخت (۱۹۷۶)